# CryptoKitties
CryptoKitties — онлайн-игра в форме децентрализованного приложения (DApp), которая позволяет игрокам покупать, продавать, собирать и разводить виртуальных кошек разных типов. Она использует блокчейн Ethereum. Игра принадлежит канадской компании Axiom Zen или Animoca Brands и доступна для пользователей с 28 ноября 2017 года.
Игроки могут спаривать кошек после покупки, за что они платят комиссию в Ethereum. Каждый кот уникален, не может быть воспроизведен или уничтожен и обладает различными свойствами, которые он может передать своим потомкам. При этом используются стандарты технологии NFT, что позволяет экспортировать объекты CryptoKitties в другие приложения, поддерживающее соответствующий стандарт. Ценность кошки зависит от её характеристик и может меняться. Кошки с редкими генами или со старостью особенно дороги. Цель игры — получить кошек с самыми редкими характеристиками.

## Цены и распродажи
Цена на кошку в декабре 2017 года составляла от 3,5 до 100 000 евро. К 4 декабря 2017 года доход от игры составил около 3 миллионов долларов, а к 8 декабря 2017 году на виртуальных животных было потрачено около 7 миллионов евро. После первой недели трафик, генерируемый транзакциями с кошками, составлял примерно 11 процентов всех транзакций в сети Ethereum. Из-за увеличения трафика, разработчики увеличили стоимость рождения новой кошки и спаривания кошек. Спаривание стало стоить 0,015 эфира (около 5,70 евро).
К концу декабря 2017 года количество регистраций пользователей на сайте CryptoKitties увеличилось до 180 000, и эти пользователи заплатили за игру примерно 20 миллионов долларов. К марту 2018 года число пользователей выросло до более чем 1,5 миллионов.
12 мая 2018 года одна из виртуальных кошек была продана с аукциона за 140 000 долларов США.
21 марта 2018 года CryptoKitties получила венчурное финансирование на сумму 12 миллионов долларов. 1 ноября 2018 года Samsung, Alphabet GV и Venrock инвестировали ещё 15 миллионов долларов в крипто-котят.
В 2019 году CryptoKitties обработал более двух миллионов транзакций в сети — больше, чем любое другое децентрализованное приложение. По состоянию на май 2020 года насчитывалось почти 100 000 «владельцев» CryptoKitties.